# Kornislaka
Kornislaka (románul: Rogna) falu Romániában, Erdélyben, Szilágy megyében.

## Fekvése
A Szamos mellett, Csömény és Konkolyfalva közt fekvő település.

## Nevének eredete
Nevét az ószláv Rogu, roglu szóból származtatják, melynek magyar jelentése szarv. A település melletti Szamos öble szarvat képez körülötte, innen ered előző neve.
Nevét Rognáról 1890-ben változtatták Kornislakára. Mai nevét egykori birtokosáról, a Kornis családról kapta.

## Története
A falu nevét 1332-ben említette először oklevél Rona alakban.
Az ez évben feljegyzett határhelyei: Kabalapataka, Közbércz, Nagymező, Nádas, Verespatak, Laznapataka, Hajósút.
1561-ben Vrohna néven, majd 1591-ben és 1620-ban Rohna, 1730-ban Radna, Rohna és Rogna alakban.
Első birtokosai a Kökényes-Renold nemzetség tagjai voltak: Renold ispán és fia János, valamint János fia Benes voltak. 1332-ben Benes utód nélküli halálával azonban a székely Kachich nemzetségbeli Mihály és fia Simon, valamint Beszterce ispánja és annak nővére Renold özvegye kapta meg Károly Róbert királytól. Székely Simont azonban – elkövetett latorságai miatt – fej- és jószágvesztésre ítélték, így Róna az ítélet bírájára Tamás erdélyi vajdára szállt, akinek fiai, Széchenyi Kónya, Mihály prépost és Gáspár azt 1338-ban rokonuknak Pogány Istvánnak adományozták.
Az 1437 évi alparéti lázadás után a falu lakossága megfogyatkozott. A megfogyatkozott magyar lakosság helyére ezután a Kővárvidéken élő román lakosok költöztek.
1438-ban Pogány István utód nélküli halála miatt Rognát a kincstárnak ítélték, majd Szánthói Laczk György kapta meg.
1509-ben Bebek Jánosé volt, aki Somi Józsefnek zálogosította el. 1554-ben Somi Anna özvegy Balassa Imréné az akkor a Kolozs megyei Almás várához tartozó birtok negyedét férjére Patócsi Boldizsárra hagyta.
1560-ban II. János király a birtok felét néhai Bebek Ferenctől elkobozva Báthory Kristófnak és nejének adta, másik fele pedig Balassa Zsófiáé volt. 1577-ben a fejedelemre szállt, másik része pedig Csáky Lászlóé, Balassa Zsófia második férjéé lett. 1592-ben Csáky László fiáé, aki itteni részét néhai Bornemissza Benedek leányának Zsófiának Saffarith Györgynének adta, aki 1592-ben Kendy Gábornénak adta zálogba. 1595-ben Báthory Zsigmond a hűtlenné lett Kendi Gábor birtokrészét Bocskai Istvánnak adományozta, melyet annak hűtlensége miatt 1600-ban Csáky László kapott meg ajándékba. 1607-ben Bocskai István végrendelete alapján a Haller és Bánffy család tagjai kapták.
1658-ban említették először az oklevelek a Kornis családot: Ez évben itt Kornis Ferencnek 4 adózó jobbágya volt. 1694-ben Kornis Zsigmond birtoka volt. 1696-ban Rognát török hódoltsági faluként tüntették fel az oklevelekben. 1739-ben Kornis Zsigmond gróf birtoka, és a Kornis családé volt még 1784-ben is. 1886-ban körjegyzői székhely, ekkor 253 görögkatolikus és 10 zsidó lakosa volt.
1910-ben 326 lakosa volt, ebből 302 fő román, 12 magyar volt. A népességből 313 fő görögkatolikus, 11 izraelita volt.
A trianoni békeszerződésig Szolnok-Doboka vármegye Nagyilondai járásához tartozott.
A 2002-es népszámláláskor 118 lakosa mind román volt.

## Nevezetességek
- Görögkatolikus templomát 1770-ben szentelték fel az arkangyalok tiszteletére. Jelenlegi templomát pedig 1897-ben. Anyakönyvet 1824-től vezetnek.